# Карл Трънка
Карл (Карел) Адам Трънка (на чешки: Karel Adam Trnka, на немски: Karl Adam Trnka) e чешки и български строителен инженер, родоначалник на пътното и мостовото строителство в следосвобожденска България.

## Биография
Роден е през 1853 г. в Пилзен, Австрийската империя, в семейството на Ана Стромак и Адам Трънка – далечен потомък на Ян и Вацлав Трънка, които през XVII век за заслуги получават титлата барон фон Кровиц (фон Дорнвер). Ана и Адам Трънка имат 12 деца, от които пет стават инженери. Карл Трънка завършва Политехниката в Мюнхен през 1874 г. Пристига в България като доброволец, военен инженер по време на Руско-турската война (1877 – 1878). При освобождението на град Сливен се запознава с учителката Мария Панова, която по народен обичай посреща руските войски с хляб и сол; по-късно се оженва за нея и остава в България. Работи в градовете София, Сливен, Пловдив, Русе, Кюстендил, Търново.

### Професионална дейност
Веднага след края на войната е включен в екипа по трасирането и строителството на железопътната линия Русе –Гюргево (1878). През следващите години участва в проектирането и строителството на жп линиите Цариброд – София – Вакарел (1888) и Ямбол – Бургас (1888 – 1895), в трасирането на жп линията Радомир – Кюстендил (1894 – 1895) и проучването на линията Търново – Борущица. Ръководи прокарването на 23 тунела в България, минаващи под планините.
Изпълнява длъжностите губернски инженер в Сливен (до 1879), инженер на Татар-Пазарджишкия департамент в Пловдив (до 1879), окръжен инженер в Русе (до 1884), главен инженер в Софийската община (до 1886). Работи и като рисувател и геометър в Софийската община, в канализационното бюро (1994). Директор е на Главното предприятие по постройките на жп линиите през периода 1905 – 1914 г. Частен предприемач.

### Обществена дейност и благотворителност
Карл Трънка е заместник-председател на „Славянска беседа“, председател на дружество „Чех“ и на дружество „Прага“. Член е на БИАД от 1910 г.
Завещава финансови средства на фонда за построяването на Чехословашкия народен дом в София и за Дома на българските инженери и архитекти.

### Семейство
Карл и Мария Трънка имат седем деца: една дъщеря – Ана Трънка, и шест сина – Карл, Адам, Владимир, Константин, Любен и Кирил. От тях трима стават инженери: Карл, Любен и Кирил, Владимир е химик, Адам – военен, а Константин – юрист.
Карл Трънка почива през 1923 г. в София.

## Памет
На Карл Трънка е наречена улица в жилищен комплекс „Овча купел“ в София (Карта).

## Родословие
|  |  |  |  |  |  |  |  |  |  |  |  |                           |                           |                           |                           |                                 |                                 |                                 |                                 |                                 |                                 |                            |                            |                            |                            |                            |                            |                                   |                                   |                                   |                                   | Карл Трънка (1853 – 1923)         | Карл Трънка (1853 – 1923)         | Карл Трънка (1853 – 1923) | Карл Трънка (1853 – 1923) | Карл Трънка (1853 – 1923)       | Карл Трънка (1853 – 1923)       |                                 |                                 | Мария Панова (1858 – ?)         | Мария Панова (1858 – ?)         | Мария Панова (1858 – ?) | Мария Панова (1858 – ?) | Мария Панова (1858 – ?)    | Мария Панова (1858 – ?)    |                            |                            |                            |                            |  |  |                                 |                                 |                                 |                                 |                                 |                                 |  |  |                            |                            |                            |                            |                            |                            |
|  |  |  |  |  |  |  |  |  |  |  |  |                           |                           |                           |                           |                                 |                                 |                                 |                                 |                                 |                                 |                            |                            |                            |                            |                            |                            |                                   |                                   |                                   |                                   | Карл Трънка (1853 – 1923)         | Карл Трънка (1853 – 1923)         | Карл Трънка (1853 – 1923) | Карл Трънка (1853 – 1923) | Карл Трънка (1853 – 1923)       | Карл Трънка (1853 – 1923)       |                                 |                                 | Мария Панова (1858 – ?)         | Мария Панова (1858 – ?)         | Мария Панова (1858 – ?) | Мария Панова (1858 – ?) | Мария Панова (1858 – ?)    | Мария Панова (1858 – ?)    |                            |                            |                            |                            |  |  |                                 |                                 |                                 |                                 |                                 |                                 |  |  |                            |                            |                            |                            |                            |                            |
|  |  |  |  |  |  |  |  |  |  |  |  |                           |                           |                           |                           |                                 |                                 |                                 |                                 |                                 |                                 |                            |                            |                            |                            |                            |                            |                                   |                                   |                                   |                                   |                                   |                                   |                           |                           |                                 |                                 |                                 |                                 |                                 |                                 |                         |                         |                            |                            |                            |                            |                            |                            |  |  |                                 |                                 |                                 |                                 |                                 |                                 |  |  |                            |                            |                            |                            |                            |                            |
|  |  |  |  |  |  |  |  |  |  |  |  |                           |                           |                           |                           |                                 |                                 |                                 |                                 |                                 |                                 |                            |                            |                            |                            |                            |                            |                                   |                                   |                                   |                                   |                                   |                                   |                           |                           |                                 |                                 |                                 |                                 |                                 |                                 |                         |                         |                            |                            |                            |                            |                            |                            |  |  |                                 |                                 |                                 |                                 |                                 |                                 |  |  |                            |                            |                            |                            |                            |                            |
|  |  |  |  |  |  |  |  |  |  |  |  | Адам Трънка (1878 – 1946) | Адам Трънка (1878 – 1946) | Адам Трънка (1878 – 1946) | Адам Трънка (1878 – 1946) | Адам Трънка (1878 – 1946)       | Адам Трънка (1878 – 1946)       |                                 |                                 | Иван Огнянов (1878 – 1929)      | Иван Огнянов (1878 – 1929)      | Иван Огнянов (1878 – 1929) | Иван Огнянов (1878 – 1929) | Иван Огнянов (1878 – 1929) | Иван Огнянов (1878 – 1929) |                            |                            | Ана Трънка-Огнянова (1881 – 1921) | Ана Трънка-Огнянова (1881 – 1921) | Ана Трънка-Огнянова (1881 – 1921) | Ана Трънка-Огнянова (1881 – 1921) | Ана Трънка-Огнянова (1881 – 1921) | Ана Трънка-Огнянова (1881 – 1921) |                           |                           | Карл-Петър Трънка (1882 – 1954) | Карл-Петър Трънка (1882 – 1954) | Карл-Петър Трънка (1882 – 1954) | Карл-Петър Трънка (1882 – 1954) | Карл-Петър Трънка (1882 – 1954) | Карл-Петър Трънка (1882 – 1954) |                         |                         | Любен Трънка (1898 – 1964) | Любен Трънка (1898 – 1964) | Любен Трънка (1898 – 1964) | Любен Трънка (1898 – 1964) | Любен Трънка (1898 – 1964) | Любен Трънка (1898 – 1964) |  |  | Константин Трънка (1895 – 1963) | Константин Трънка (1895 – 1963) | Константин Трънка (1895 – 1963) | Константин Трънка (1895 – 1963) | Константин Трънка (1895 – 1963) | Константин Трънка (1895 – 1963) |  |  | Мария Лещова (1895 – 1956) | Мария Лещова (1895 – 1956) | Мария Лещова (1895 – 1956) | Мария Лещова (1895 – 1956) | Мария Лещова (1895 – 1956) | Мария Лещова (1895 – 1956) |
|  |  |  |  |  |  |  |  |  |  |  |  | Адам Трънка (1878 – 1946) | Адам Трънка (1878 – 1946) | Адам Трънка (1878 – 1946) | Адам Трънка (1878 – 1946) | Адам Трънка (1878 – 1946)       | Адам Трънка (1878 – 1946)       |                                 |                                 | Иван Огнянов (1878 – 1929)      | Иван Огнянов (1878 – 1929)      | Иван Огнянов (1878 – 1929) | Иван Огнянов (1878 – 1929) | Иван Огнянов (1878 – 1929) | Иван Огнянов (1878 – 1929) |                            |                            | Ана Трънка-Огнянова (1881 – 1921) | Ана Трънка-Огнянова (1881 – 1921) | Ана Трънка-Огнянова (1881 – 1921) | Ана Трънка-Огнянова (1881 – 1921) | Ана Трънка-Огнянова (1881 – 1921) | Ана Трънка-Огнянова (1881 – 1921) |                           |                           | Карл-Петър Трънка (1882 – 1954) | Карл-Петър Трънка (1882 – 1954) | Карл-Петър Трънка (1882 – 1954) | Карл-Петър Трънка (1882 – 1954) | Карл-Петър Трънка (1882 – 1954) | Карл-Петър Трънка (1882 – 1954) |                         |                         | Любен Трънка (1898 – 1964) | Любен Трънка (1898 – 1964) | Любен Трънка (1898 – 1964) | Любен Трънка (1898 – 1964) | Любен Трънка (1898 – 1964) | Любен Трънка (1898 – 1964) |  |  | Константин Трънка (1895 – 1963) | Константин Трънка (1895 – 1963) | Константин Трънка (1895 – 1963) | Константин Трънка (1895 – 1963) | Константин Трънка (1895 – 1963) | Константин Трънка (1895 – 1963) |  |  | Мария Лещова (1895 – 1956) | Мария Лещова (1895 – 1956) | Мария Лещова (1895 – 1956) | Мария Лещова (1895 – 1956) | Мария Лещова (1895 – 1956) | Мария Лещова (1895 – 1956) |
|  |  |  |  |  |  |  |  |  |  |  |  |                           |                           |                           |                           |                                 |                                 |                                 |                                 |                                 |                                 |                            |                            |                            |                            |                            |                            |                                   |                                   |                                   |                                   |                                   |                                   |                           |                           |                                 |                                 |                                 |                                 |                                 |                                 |                         |                         |                            |                            |                            |                            |                            |                            |  |  |                                 |                                 |                                 |                                 |                                 |                                 |  |  |                            |                            |                            |                            |                            |                            |
|  |  |  |  |  |  |  |  |  |  |  |  |                           |                           |                           |                           | Ангелина Василева (1917 – 2005) | Ангелина Василева (1917 – 2005) | Ангелина Василева (1917 – 2005) | Ангелина Василева (1917 – 2005) | Ангелина Василева (1917 – 2005) | Ангелина Василева (1917 – 2005) |                            |                            | Карл Огнянов (1916 – 1987) | Карл Огнянов (1916 – 1987) | Карл Огнянов (1916 – 1987) | Карл Огнянов (1916 – 1987) | Карл Огнянов (1916 – 1987)        | Карл Огнянов (1916 – 1987)        |                                   |                                   |                                   |                                   |                           |                           |                                 |                                 |                                 |                                 |                                 |                                 |                         |                         | Карл Трънка (1934 – 2006)  | Карл Трънка (1934 – 2006)  | Карл Трънка (1934 – 2006)  | Карл Трънка (1934 – 2006)  | Карл Трънка (1934 – 2006)  | Карл Трънка (1934 – 2006)  |  |  |                                 |                                 |                                 |                                 |                                 |                                 |  |  |                            |                            |                            |                            |                            |                            |
|  |  |  |  |  |  |  |  |  |  |  |  |                           |                           |                           |                           | Ангелина Василева (1917 – 2005) | Ангелина Василева (1917 – 2005) | Ангелина Василева (1917 – 2005) | Ангелина Василева (1917 – 2005) | Ангелина Василева (1917 – 2005) | Ангелина Василева (1917 – 2005) |                            |                            | Карл Огнянов (1916 – 1987) | Карл Огнянов (1916 – 1987) | Карл Огнянов (1916 – 1987) | Карл Огнянов (1916 – 1987) | Карл Огнянов (1916 – 1987)        | Карл Огнянов (1916 – 1987)        |                                   |                                   |                                   |                                   |                           |                           |                                 |                                 |                                 |                                 |                                 |                                 |                         |                         | Карл Трънка (1934 – 2006)  | Карл Трънка (1934 – 2006)  | Карл Трънка (1934 – 2006)  | Карл Трънка (1934 – 2006)  | Карл Трънка (1934 – 2006)  | Карл Трънка (1934 – 2006)  |  |  |                                 |                                 |                                 |                                 |                                 |                                 |  |  |                            |                            |                            |                            |                            |                            |